# Ichthyococcus polli
Ichthyococcus polli is een straalvinnige vissensoort uit de familie van lichtvissen (Phosichthyidae). De wetenschappelijke naam van de soort is voor het eerst geldig gepubliceerd in 1963 door Blache.